# Eumannia oppositaria
Eumannia oppositaria là một loài bướm đêm trong họ Geometridae.